# Papilio hipponous
Papilio hipponous är en fjärilsart som beskrevs av Felder 1862. Papilio hipponous ingår i släktet Papilio och familjen riddarfjärilar. Inga underarter finns listade i Catalogue of Life.